# Lecane spinulifera
Lecane spinulifera is een raderdiertjessoort uit de familie Lecanidae. De wetenschappelijke naam van deze soort is voor het eerst geldig gepubliceerd in 1935 door Edmondson.